# Ylä-Luotojärvi
Ylä-Luotojärvi är en sjö i Finland. Den ligger i kommunen Nyslott i landskapet Södra Savolax, i den sydöstra delen av landet, 300 km nordost om huvudstaden Helsingfors. Ylä-Luotojärvi ligger 83,5 meter över havet. Arean är 5,86 kvadratkilometer och strandlinjen är 32,52 kilometer lång. Sjön  ingår i Vuoksens huvudavrinningsområde.   I omgivningarna runt Ylä-Luotojärvi växer i huvudsak blandskog.
I övrigt finns följande i Ylä-Luotojärvi:
- Iso Korpsaari (en ö)
- Pieni Korpsaari (en ö)
- Norpansaaret (en ö)
- Laituussaari (en ö)
- Paavonluoto (en ö)
- Eteissaari (en ö)
- Kaijansaari (en ö)
- Leukosaari (en ö)
- Kusiaissaari (en ö)
- Betlehem (en ö)
- Ukonpolttama (en ö)
- Kosonsaari (en ö)
- Pahkasaari (en ö)
- Ympyrä (en ö)